# Christian Albert Anton von Merle

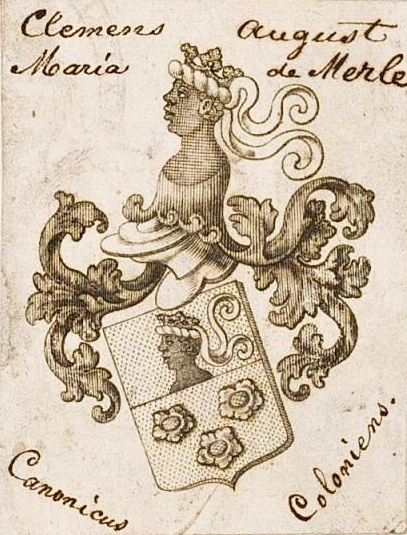
Exlibris des Neffen und Kölner Weihbischofs Clemens August von Merle (1732–1810), mit dem Familienwappen

Christian Albert Anton von Merle (* 22. Mai 1693 in Wetzlar; † 2. März 1765 in Worms) war von 1734 bis 1765 Weihbischof im Bistum Worms sowie Titularbischof von Sinope.

## Leben und Wirken
Christian Albert Anton von Merle war der Sohn des Juristen und Assessors am Reichskammergericht, Philipp Christoph von Merle, sowie dessen Gattin Maria Anna de Bruyn von Blankenfort. Die väterliche Familie war ein alteingesessenes, ursprünglich moselländisches Adelsgeschlecht.
Merle lebte mit seiner Familie in Wetzlar und sie verzogen 1708 nach Köln. Dort besuchte er das Jesuitengymnasium, studierte ab 1709 Jura. 1723 avancierte Christian Albert Anton von Merle zum Regierungsrat des Fürsten zu Schwarzenberg, für die Landgrafschaft Klettgau, in Tiengen.
Schon bald schlug der junge Jurist die geistliche Laufbahn ein. Ab 1727 studierte er an der Sapienza in Rom, wo er 1729 den Doktor Juris Utriusque (kirchliches und weltliches Recht) erwarb. Bereits seit 1728 hatte er ein Kanonikat am Cassius-Stift in Bonn inne; am 30. Juli 1730 erhielt er die Priesterweihe.
Ab 1733 amtierte Merle in Bonn als Offizial des dortigen Archidiakonats und als geistlicher Rat des Erzbischofs von Köln. 1734 berief ihn der Wormser Fürstbischof Franz Georg von Schönborn-Buchheim zum Nachfolger seines verstorbenen Weihbischofs Johann Anton Wallreuther (1673–1734). Die Ernennung erfolgte mit Datum vom 12. April, die Weihe zum Titularbischof von Sinope, durch Bischof von Schönborn, am 21. September des gleichen Jahres in Ehrenbreitstein.

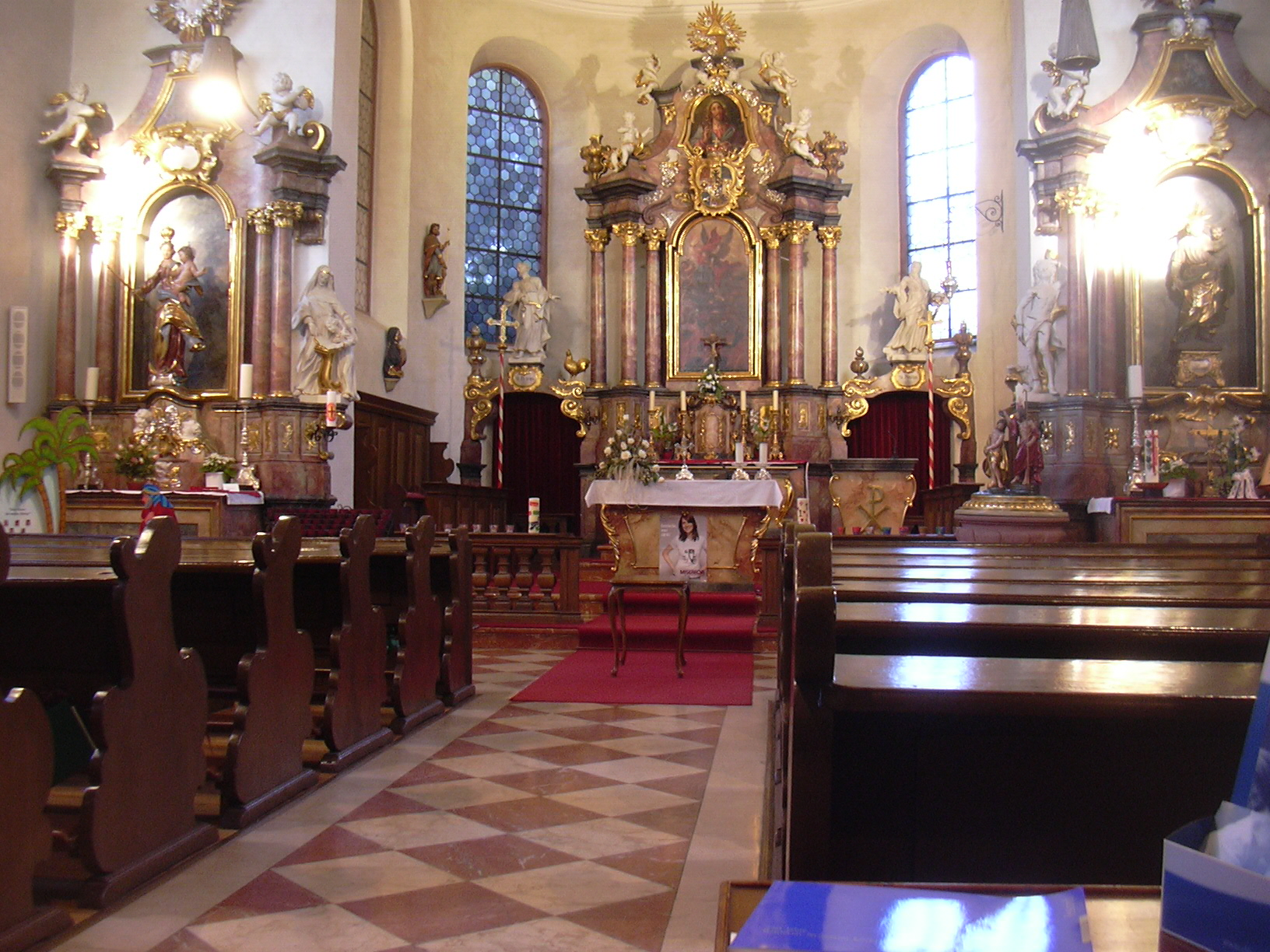
Die drei 1750 von Bischof Merle in der Pfarrkirche St. Michael zu Hofheim geweihten Altäre

Merle wirkte über 30 Jahre lang als Wormser Weihbischof und nahm in dieser Zeitspanne eine große Anzahl von Pontifikalhandlungen, wie Firmungen, Weihen etc. vor. So konsekrierte er 1746 die Laurentiuskirche (Dirmstein) und ihre drei Altäre, ebenso 1750 die drei Altäre der Pfarrkirche St. Michael zu Hofheim im Ried. Die Anzahl seiner Firmspendungen beläuft sich auf mehr als 53.000, er weihte 297 Priester, über 200 Altäre, 112 Glocken und 25 Kirchen.
Zu seinem Amt als Weihbischof wirkte er auch gleichzeitig als Generalvikar und Offizial von Worms sowie als geistlicher Geheimer Rat der kurpfälzischen Regierung in Heidelberg. Von 1736 bis 1748 war der Priester Inhaber der Doktoralpräbende am Ritterstift Odenheim zu Bruchsal, 1747 avancierte er aufgrund kaiserlicher Präsentation zum Propst des Stiftes St. Simon und Juda in Goslar (1752 wieder resigniert).
Mit fortschreitendem Alter wurde Christian Albert Anton von Merle kränklich. Er starb 1765 in Worms und wurde in der Stiftskirche St. Paulus, wo er seit 1736 zusätzlich ein Kanonikat hatte bzw. ab 1745 das Amt des Kustos bekleidete, auf der Epistelseite (rechts) des Hochaltares beigesetzt. Sein Epitaph wurde im Zweiten Weltkrieg zerstört.
Der Neffe von Christian Albert Anton von Merle, Clemens August von Merle (1732–1810), war ebenfalls Weihbischof in der Erzdiözese Köln.